# La Victoria (Valle del Cauca)
La Victoria è un comune della Colombia facente parte del dipartimento di Valle del Cauca.
L'abitato venne fondato da Antonio María Delgado nel 1835.